# Orchestre symphonique tunisien
L'Orchestre symphonique tunisien (arabe : الأوركسترا السمفوني التونسي), fondé en 1969, est l'un des principaux orchestres symphoniques de la Tunisie. Il s'agit d'un établissement placé sous tutelle du ministère de la Culture.
Confié à Jean-Paul Nicollet de 1969 à 1979, puis sous la direction artistique d'Ahmed Achour de 1979 à 2010, l'Orchestre symphonique tunisien passe sous la direction de Sem Slimane de 2010 à 2012 puis de Hafedh Makni de 2012 à 2018. Placé sous la tutelle du Théâtre de l'opéra, l'orchestre est confié à Mohamed Bouslama de juin 2018 à juillet 2019, il est ensuite passé sous la tutelle du pôle musique et formations symphoniques du Théâtre de l'opéra.

## Historique
La création en 1969 de l'Orchestre symphonique tunisien a lieu à l'initiative du ministère de la Culture. Il est placé sous la direction de Salah El Mahdi.
À ses débuts, l'orchestre a recours au recrutement de quelques professeurs-instrumentistes bulgares — MM. Hovanes et Minef et Mmes Tiffilova et Beleve — à un chef d'orchestre français — Jean-Paul Nicollet — et plusieurs musiciens italiens, parmi lesquels le violoniste Guizeppe Venesia, le violoncelliste Bonora, le contrebassiste Valenti et Mme Tescuba Perla. Parmi les premiers directeurs de l'orchestre figure Fernand Depa, suivi de Nicollet, Ahmed Achour en devient le principal chef d'orchestre à partir de 1979.
Les plus grands interprètes tunisiens se sont produits avec lui, notamment Sem Slimane, Hichem Amari, Mondher Tammar, Rachid Koubaa ou Mohamed, Hichem, Hafedh, Bacem Anas Romdhani et Bassem Makni. Parmi les œuvres célèbres jouées par l'orchestre figurent la symphonie n°39, sous la baguette de Jean-Paul Nicollet, la symphonie n°40, sous la baguette d'Ulysse Waterlot, La Flûte enchantée et Ascanio in Alba de Mozart, L'Italienne à Alger de Rossini, la symphonie n°1 de Beethoven, sous la baguette d'Ahmed Achour, ou encore Carmen de Georges Bizet. Il produit aussi des compositions de musiciens tunisiens comme Salah El Mahdi, Ahmed Achour, Slim Larbi et Ouanès Khligène.
L'Orchestre symphonique tunisien participe en 1988 au Festival de musique classique d'Algérie. Au cours la soirée de clôture de la vingtième édition du Festival international de musique symphonique d'El Jem, le groupe de Juan Carmona et l'Orchestre symphonique tunisien présente Sinfonia Flamenca. Le 31 mai 2008 au Théâtre municipal de Tunis, il présente Mogador de Jalloul Ayed, avec la participation des musiciens de l'Orchestre philharmonique du Maroc et donne un concert avec l'Orchestre symphonique national algérien, le 27 juillet, au cours de la 23e édition du Festival international de musique symphonique d'El Jem. Les 15 et 16 octobre 2008, il présente un concert avec l'Orchestre symphonique national algérien au Théâtre national algérien à Alger et à la maison de la culture à Sétif sous la direction de l'Algérien Rachid Saouli et du Tunisien Ahmed Achour.
Le 19 février 2009, à la salle de l'Office des changes à Casablanca, il interprète pour la première fois avec l'Orchestre philharmonique du Maroc la symphonie Hannibal Barca  à l'occasion du cinquantième anniversaire de la création de la BMCE Bank. Le 14 juillet, il interprète à nouveau, avec l'Orchestre philharmonique du Maroc et des solistes algériens et français, la symphonie au Festival international de Carthage ; elle est jouée le 16 au Festival international de musique symphonique d'El Jem sous la direction de Jean-Charles Biondi.
Victime d'un malaise brutal, Ahmed Achour est transporté d'urgence dans une clinique de Tunis ; il devait diriger un concert de l'Orchestre symphonique tunisien le 22 avril 2010 au Théâtre municipal de Tunis. Toutefois, celui-ci est annulé en raison des perturbations des liaisons aériennes empêchant deux harpistes suisses de se rendre à Tunis. Il est remplacé par Sem Slimane le 27 mai au Théâtre municipal de Tunis et lors de la 25e édition du Festival international de musique symphonique d'El Jem. Un concert baptisé « Concert des jasmins » est diffusé le 19 octobre sur Nessma.
Sous la direction de Maurizio Rinaldi (it), l'orchestre symphonique, avec la collaboration de musiciens italiens, interprète tous les grands opéras italiens dont Rigoletto, Carmen, La traviata, Lucia di Lammermoor, La Bohème, etc. Par ailleurs, des chansons du patrimoine tunisien sont réécrites pour une interprétation symphonique et c'est Amina Srarfi qui participe à ce travail signé par Achour, en interprétant notamment Mahla layali chbilia de Sayed Chatta (ar) et Maktoub de Hédi Jouini. Le ténor Lotfi Bouchnak interprète également l'une de ses œuvres, Khouya el enssane.
Toujours dans cet esprit d'ouverture, l'orchestre interprète des œuvres de Kaddour Srarfi, Salah El Mahdi, Ahmed Achour et Ouanès Khligène.
Sous l'impulsion de Hafedh Makni, l'orchestre mène de nombreuses actions à but pédagogique : c'est ainsi qu'il propose divers moments musicaux visant à sensibiliser les enfants à la musique classique (formations allant de la musique de chambre au symphonique). Hafedh Makni mène une politique d'adaptation des musiques traditionnelles tunisiennes et arabo-musulmanes à l'orchestre symphonique, et de consolidation de l'interprétation du répertoire symphonique occidental. S'appuyant sur ces répertoires, l'orchestre a la volonté de diffuser la musique symphonique dans l'ensemble des gouvernorats du pays. Il s'illustre en donnant un concert au  musée du Bardo à la suite de l'attaque du 18 mars 2015. Voulant rendre hommage à l'ensemble des victimes, l'orchestre propose un programme musical présentant une œuvre issue du répertoire de chaque pays ayant eu à déplorer des victimes.
En 2018-2019, l'orchestre est dirigé par Mohamed Bouslama, puis par Hichem Amari en 2019 avant un retour de Bouslama en 2020-2022. Fadi Ben Othmane (2022-2024) puis Chadi Garfi (depuis 2024) prennent la suite.

## Activités
L'objectif de cet orchestre est de faire mieux connaître les œuvres maîtresses de la musique universelle en Tunisie ainsi que de présenter des compositions de musique tunisienne sous sa forme symphonique. Il encourage également les meilleurs jeunes instrumentistes tunisiens à jouer en tant que solistes en organisant des concerts intitulés « concert des jeunes solistes ». Il se compose de soixante musiciens professionnels (diplômés des grandes écoles et conservatoires), d'un chef d'orchestre, d'un directeur et d'un régisseur général. Selon Ahmed Achour, ces musiciens « sont qualifiés effectivement pour jouer les plus célèbres et les plus difficiles compositions et symphonies » tout en insistant « sur l'importance de cet orchestre qui contribue à la diffusion des musiques du monde et à l'amélioration du niveau artistique ».
Dans le cadre de la coopération culturelle, l'orchestre invite régulièrement des solistes et des chefs d'orchestre de renommée internationale pour participer à l'un de ses concerts mensuels, qui sont donnés au Théâtre municipal de Tunis ou dans l'un des espaces culturels de la capitale, de même que des formations telles que la Camerata de France ou le Quintette Magnifica.
L'orchestre participe activement au Festival international de musique symphonique d'El Jem qui se tient chaque été mais aussi au Festival international de Carthage et au Festival international du Sahara de Douz. 
Ce dernier se distingue par la régularité de ses répétitions, l'expérience de ses instrumentistes et le respect du calendrier de ses concerts périodiques qui est annoncé au début de chaque saison. Les répétitions de l'orchestre se tiennent au local de l'Institut supérieur de musique de Tunis et ses principaux concerts sont accueillis au Théâtre municipal de Tunis.
À partir de 2018, l'orchestre s'installe à la Cité de la culture de Tunis.

## Directeurs artistiques
- Jean-Paul Nicollet (1969-1979)
- Ahmed Achour (1979-2010)
- Sem Slimane (2010-2012)
- Hafedh Makni (2012-2018)
- Mohamed Bouslama (2018-2019)
- Hichem Amari (2019-2020)
- Mohamed Bouslama (2020-2022)
- Fadi Ben Othmane (2022-2024)
- Chadi Garfi (depuis 2024)

## Chefs invités
- Laure de Bressis (France)
- Christian de Chabert (France)
- Miroslav Haffouzof (Bulgarie)
- Olivier Kaspar (France)
- Marie-Christine Forget (France)
- Sergey Polyanichko (Russie)
- Wolfdieter Maurer (Autriche)
- Adam Natanak (Pologne)
- Patrice Pinero (France)
- Rinetcio Rinaldi (Italie)
- Hikma Simsak (Turquie)
- Daniel Touset (France)
- Ulysse Waterlot (Belgique)
- Olivier de Willeincourt (France)
- Antoine Auberson (Suisse)
- Fayçal Karoui (France)
- Flavien Boy (France)
- Chedi Garfi (Tunisie)
- Mathieu Braud (France)
- Alexis Cardenas (Venezuela)
- Diego-Miguel Urzanqui (Espagne)